# Lista de representantes permanentes do Turquemenistão nas Nações Unidas
Esta é uma lista de representantes permanentes do Turquemenistão, ou outros chefes de missão, junto da Organização das Nações Unidas em Nova Iorque.
O Turquemenistão foi admitido como membro das Nações Unidas a 2 de março de 1992.
| Início | Término | Representante permanente (Chefe de missão) | Cargo                    | Credenciais |
| ------ | ------- | ------------------------------------------ | ------------------------ | ----------- |
| 1992   | 1995    | Amangeldy Rakhmanov                        | Representante permanente |             |
| 1995   | atual   | Aksoltan Ataýewa                           | Representante permanente | 1995-02-23  |